# 原研吉
原 研吉（はら けんきち、1907年3月24日 - 1962年8月10日）は、日本の映画監督である。本名、菅原謙吉。
山形県鶴岡市出身。慶應義塾大学仏文科卒業の後、松竹大船撮影所に入社。
1962年8月10日、食道癌のため神奈川県藤沢市鵠沼で死去。

## フィルモグラフィー

### 映画
- 東京の合唱（1931年） - 助監督
- 青春の夢いまいづこ（1932年） - 監督補助
- 非常線の女（1933年） - 監督補助
- 浮草物語（1934年） - 監督補助
- 一人息子（1936年） - 監督助手
- 淑女は何を忘れたか（1937年） - 編集
- さらば戦線へ（1937年） - 監督
- 愛国抒情詩 軍国子守歌（1937年） - 監督
- 母ぞよく知る（1938年） - 監督
- 或る女の道（1938年） - 監督
- ある淑女の告白 花ある氷河（1938年） - 監督
- 美枝子の兄（1938年） - 監督
- 若い人の立場（1939年） - 監督
- 父よあなたは強かった（1939年） - 監督
- あこがれ（1939年） - 監督
- 母を讃へる歌（1939年） - 監督
- 黒潮（1939年） - 監督
- 波濤（1939年） - 監督
- 新女性聯盟（1940年） - 監督
- 四季の夢（1940年） - 監督
- 女性の覚悟 第一部 純情の花（1940年） - 監督
- 女性の覚悟 第二部 犠牲の歌（1940年） - 監督
- 薔薇命あらば（1940年） - 監督
- 幸福な家族（1940年） - 監督
- 碑（1941年） - 監督
- 三人姉妹（1942年） - 監督
- 日本の母（1942年） - 監督
- 戦ひの街（1943年） - 監督
- をぢさん（1943年） - 監督（渋谷実と共同）
- おばあさん（1944年） - 監督
- 水兵さん（1944年） - 監督
- ことぶき座（1945年） - 監督
- 金ちゃんのマラソン選手（1946年） - 監督
- 仮面の街（1947年） - 監督
- リラの花忘れじ（1947年） - 監督
- 愛情十字路（1948年） - 監督
- 弥次喜多凸凹道中（1948年） - 監督
- たそがれ密会（1948年） - 監督
- 麗人草（1949年） - 監督
- 悲恋模様 前篇東京篇（1949年） - 監督
- 悲恋模様 後篇大阪篇（1949年） - 監督
- 宵待草恋日記（1950年） - 監督
- 危険な年齢（1950年） - 監督
- 童貞（1950年） - 監督
- 悲恋華（1950年） - 監督
- 左近捕物帖 鮮血の手型（1950年） - 監督
- 女の水鏡（1951年） - 監督
- 美しい暦（1951年） - 監督
- 若い季節（1951年） - 監督
- わが恋は花の如く（1951年） - 監督
- 紅扇（1952年） - 監督
- 華かな夜景（1952年） - 監督
- 緑の風（1952年） - 監督
- 彼を殺すな（1952年） - 監督
- うず潮（1952年） - 監督
- その妹（1953年） - 監督
- 處女雪（1953年） - 監督
- 春の若草（1954年） - 監督
- 黒い罌栗（1954年） - 監督
- えくぼ人生（1954年） - 監督
- 路傍の石（1955年） - 監督
- 燃ゆる限り（1955年） - 監督
- 人妻椿（1956年） - 監督
- 花ふたたび（1956年） - 監督
- 青い花の流れ（1957年） - 監督
- 幸福な家族（1959年） - 監督
- ふるさとの風（1959年） - 監督
- 痛快なる花婿（1960年） - 監督